# Ter Claere
Ter Claere of Ter Klare is een stenen grondzeiler in het Belgische Sint-Denijs in de provincie West-Vlaanderen. De korenmolen is in 1923 gebouwd aan de kruising van de Beerbosstraat met de weg Ter Klare. Met een hoogte van 76 meter vormt hij het hoogste punt van de gemeente Zwevegem.
Mogelijk wordt op deze plaats reeds een korenmolen genoemd in 1415, want uit dat jaar dateert een rekening voor een molen ter Chiere; er zijn meer gevallen bekend waarin Claere in handschrift gelezen werd als Chiere. Eenduidig wordt hij in 1691–1692 vermeld op de kaarten van Jean de Beaurain als Moulin de Clare. De eigenaar van de molenmotte was de bisschop van Doornik, tot het eind van het ancien régime de heer van Sint-Denijs. De oudste molens waren staakmolens, maar in 1855 wordt een stenen molen vermeld.
Eerdere molens zijn verloren gegaan; de voorganger werd tijdens de Eerste Wereldoorlog als uitkijkpost gebruikt en in 1918 door de terugtrekkende Duitse troepen opgeblazen. De molen werd in 1923 herbouwd; vanaf 1944 dreef een elektromotor vanuit een apart gebouw de maalstenen aan bij windstilte. In 1950 verwoestte een brand het binnenwerk. Bij herstelwerkzaamheden in 1951 is de molen Ter Claere verhoogd tot zijn huidige hoogte en enkele jaren later werden de roeden verdekkerd. In 1986/87 kreeg hij nieuwe langere roeden die uitgerust werden met het Systeem van Bussel. De molen is uitgerust met drie maalkoppels en een graanreiniger. Ter Claere is sinds 1944 een beschermd monument.
In 2025 werd door de nieuwe eigenaars begonnen met de renovatie van de molen.
- Inventaris van het Bouwkundig Erfgoed (Vlaanderen): 81252